# Runcșor, Hunedoara
Runcșor este un sat în comuna Gurasada din județul Hunedoara, Transilvania, România. Se află în partea de nord-vest a județului,  în Munții Metaliferi. La recensământul din 2002 avea o populație de 73 locuitori. Biserica de lemn din sat cu hramul „Sf. Cuvioasă Paraschiva” are statut de monument istoric.